# Francis Goya
Francis Goya (tên khai sinh là Francis Weyer), sinh ra tại Liege. Ông là nghệ sĩ ghita người Bỉ.
Weyer đầu tiên chơi cùng Patrick Ruymen trong ban nhạc Les Caraïbes, một ban nhạc cover của Bỉ. Sau đó hai người thành lập ban nhạc Rock Liberty Six vào năm 1965 và chỉ biểu diễn độc một bài hát trước khi giải tán. Weyer sau đó gia nhập ban nhạc J.J. và ban nhạc Plus.
Vào những năm 1970s, Weyer bắt đầu dùng cái tên Francis Goya và phát hành album độc tấu Guitar và mandolin. Single "Nostalgia" 1975 của ông, một điệu nhạc do bố ông viết và được Goya viết lại cho guitar, tạo nên cú hích trên toàn thế giới, và trở thành số 1 tại Bỉ, Hà Lan, Đức, Na Uy, và Brasil. Album mới nhất của Goya chịu ảnh hưởng của phong cách Mỹ Latinh, bao gồm cả ba album thu âm cùng với ca sĩ người Bolivia Carmina Cabrera.
Goya phát hành 40 album.

## Danh sách

### Single
- Nostalgia/Nautilus (1975)
- Concierto d'Aranjuez/Lovers melody (1976)
- Maria Padilha/Daddy's bolero (1976)
- Caf'Conc'/Tangoya (1976)
- Gipsy Wedding (1977)
- Argentina/Natasha (1978)
- Manolita/Natasha (1978)
- Moscow nights/Song of the Dnjepr (1981)

### Album
- Souvenirs aus Griechenland (1979)
- Romantic Guitar (1985)
- This is Francis Goya (1986)
- Rendez-vous (1988)
- Plays His Favourite Hits Vol.1 (1990)
- Bahia Lady (with Carmina Cabrera) (1990)
- Noche Latino (with Carmina Cabrera)(1993)
- Festival Latino (with Carmina Cabrera)(1994)
- The Very Best of (1994)
- Together (met Peter Weekers) (1994)
- Jacques Brel (1998)
- Plays his favourite hits vol 2. (1998)
- Francis Goya in Moscow (1999)
- Together (with Richard Clayderman)(2000)
- Plays his favourite hits vol 2. (1998)
- Latin Romance (1999)
- Best of Francis Goya (1999)
- De Mooiste Sfeermelodieën (2000)
- Hollands Glorie (2002)
- Hollands Glorie Kerst (2002)
- Klassieke Droommelodieën (2003)
- Rakkaudella (2004)
- Intimité (with Jean-Luc Drion)(2004)
- Magic Moments (2004)
- Gondwana (2004)
- Face to Face (2005) (with Richard Clayderman)
- Wings for life, a tribute to Alexandra Pakhmutova (2006)

## Liên kết mở rộng
- Trang chủ của Francis Goya
- Francis Goya tại Belgian Pop & Rock Archives